# Русская дактильная азбука

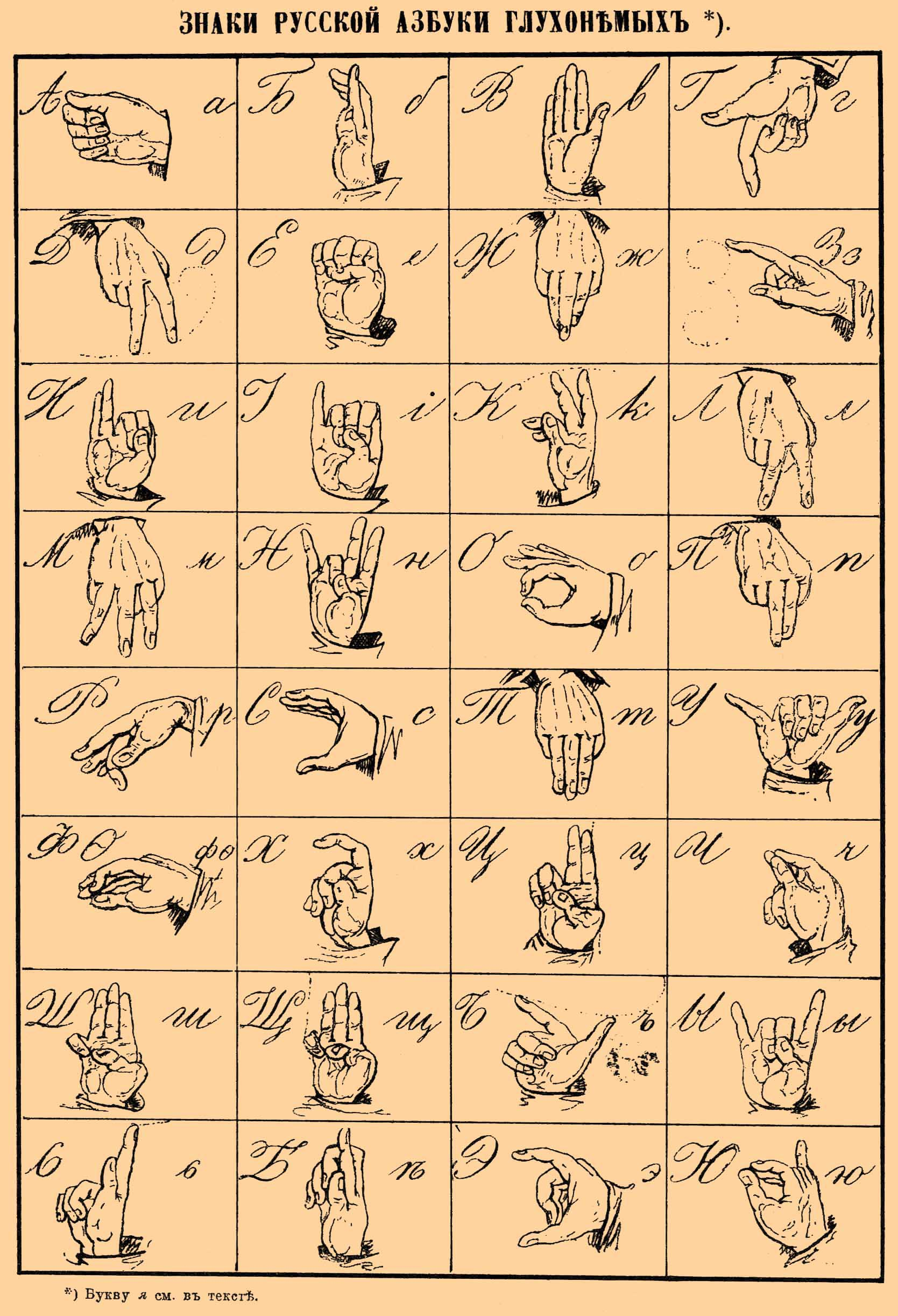
Дореволюционная дактильная азбука

Русская дактильная азбука (также дактилология) — вспомогательная система русского жестового языка, в которой каждому жесту одной руки (обычно неподвижной правой, согнутой в локте) соответствует буква русского языка; многие знаки внешне похожи на соответствующие буквы русского алфавита. Проговаривание ведётся по правилам русской орфографии. Дактилология отличается от обычных жестов, означающих понятие или комплекс понятий. Используется для проговаривания вспомогательных слов («а», «ну», «бы», «эх»), слов, у которых отсутствует жестовое представление («дефрагментация», «геном», топонимов и личных имён), а также в случае, если нужно прояснить значение того или иного слова.
Русская жестовая азбука известна по крайней мере с первой половины XIX века.
Правила использования русской дактильной азбуки таковы: дактилирование производится плавно и слитно обращённой к собеседнику кистью правой руки, которая согнута в локте, в соответствии с правилами орфографии, проговаривая дактилируемые слова и смотря на собеседника. Слова разделяются паузой, а фразы — остановкой. Кисть при дактилировании перемещается влево. В случае ошибки заново дактилируется слово с начала.